# 니시쿠마모토역
니시쿠마모토역(일본어: 西熊本駅)은 일본 구마모토현 구마모토시 미나미구에 위치한 큐슈여객철도의 역이다.

## 역 구조
2면 2선 구조의 지상역이며, 2016년 봄 JR 다이아개정에 맞춰 개업됐다.

### 타는 곳
| 1 | ■ 가고시마 본선 (상행)             | 쿠마모토・오무타 방면     |
| 2 | ■ 가고시마 본선 (하행) ■ 미스미 선 | 야쓰시로 방면 미스미 방면 |

## 역세권 정보
- 구마모토 현도 제51호선(ja)

## 역사
- 2016년 3월 26일: 영업 개시.

## 인접역
| 규슈 여객철도 가고시마 본선 | 규슈 여객철도 가고시마 본선 | 규슈 여객철도 가고시마 본선 |
| --------------------------- | --------------------------- | --------------------------- |
| 구마모토 아라오 방면        | ■ 보통                      | 가와시리 야쓰시로 방면      |